# Xochitécatl
Xochitécatl es una zona arqueológica localizada en el municipio de Nativitas, en el sur del estado mexicano de Tlaxcala. Se trata de un conjunto de monumentos que tiene una importancia singular por constituir uno de los asentamientos más antiguos en el valle de Tlaxcala-Puebla.  Los monumentos y las piezas arqueológicas procedentes de este sitio constituyen una muestra ejemplar del culto a las montañas y a la fertilidad, rasgos muy característicos de las religiones mesoamericanas.
Xochitécatl fue el centro ceremonial más relevante de la población dispersa por el valle y hogar de muchas generaciones de personas a lo largo de aproximadamente nueve siglos. Sus inicios se remontan al Preclásico Medio de Mesoamérica. Fue abandonada por sus habitantes en el primer siglo de la era cristiana, a causa de la erupción del volcán Popocatépetl.

## Toponimia
El nombre de Xochitecatl proviene de las palabras xochitl, flor y tecatl, lugar, es decir «Lugar de las Flores», o «Lugar del Linaje de las flores». Fue un importante centro ceremonial y ciudad entre el 300 a. C. y el 900 d. C.. 
Al poniente de Cacaxtla, esta ciudad fue construida en la loma del volcán extinto Xochitécatl o Xochitecatzin, «lugar del linaje de las flores», en el cual a su vez en su cima se encuentra un centro ceremonial dedicado a Tlazolteotl, diosa de la Fertilidad.

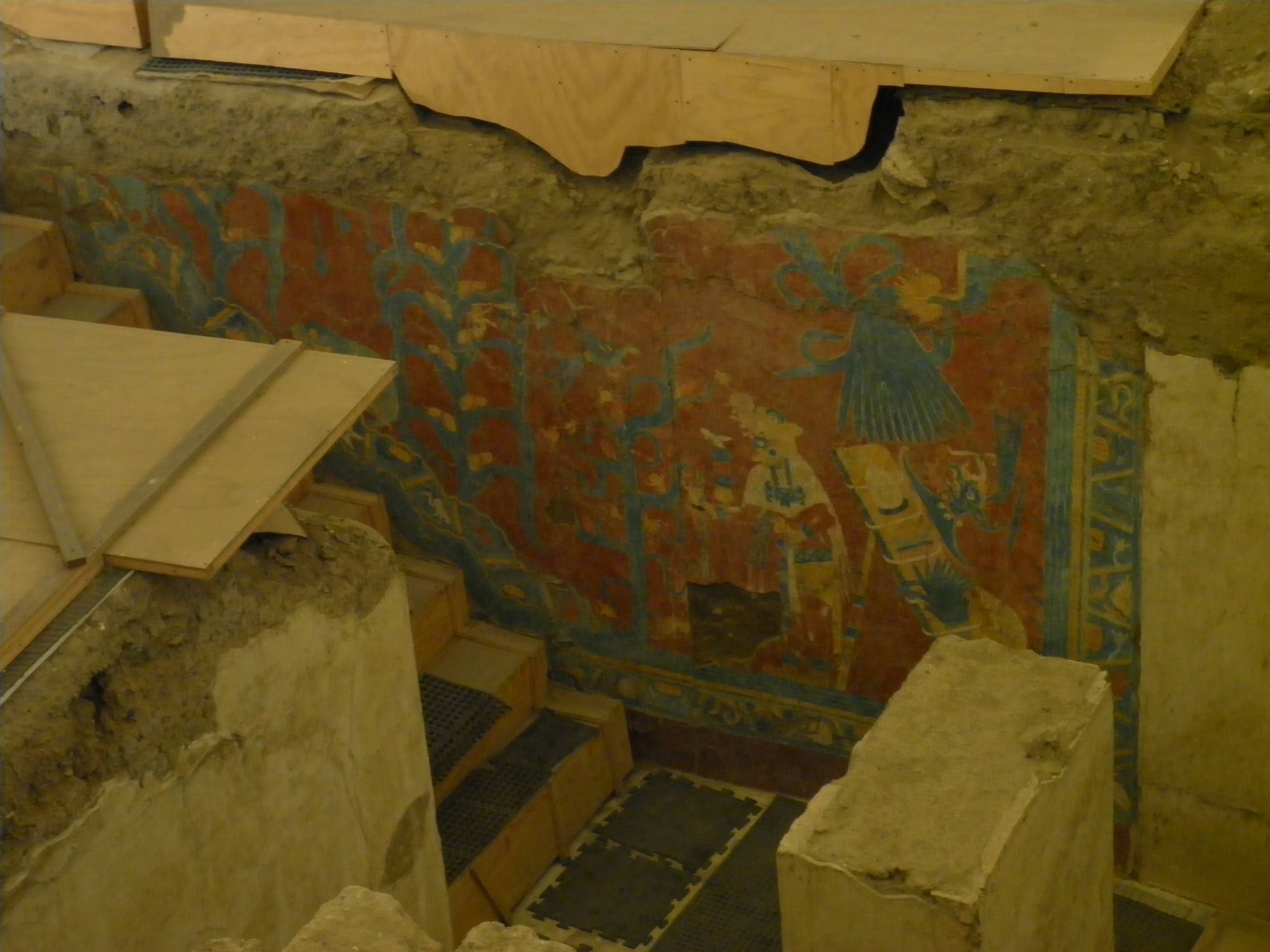
Mural Cacaxtla.

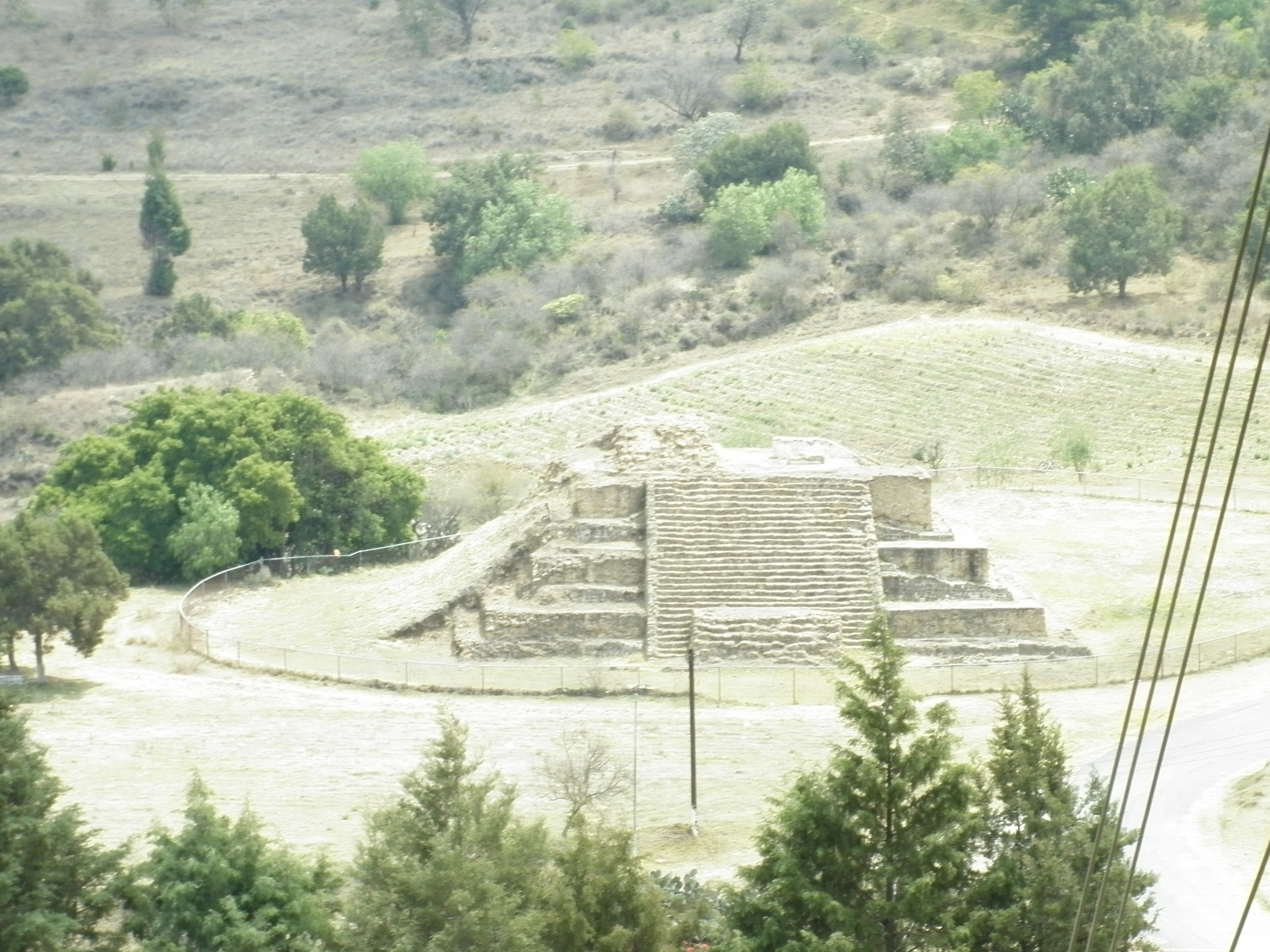
Sitio arqueológico.

## Ubicación geográfica
La zona arqueológica de Xochitécatl se encuentra situada en el lomerío homónimo que se levanta en el norte del valle Poblano-Tlaxcalteca. El centro ceremonial fue construido sobre el cerro Xochitécatl. Desde su emplazamiento es posible admirar las figuras de los tres grandes volcanes que rodean el valle: al poniente, el Iztaccíhuatl y el Popocatépetl y al oriente, el volcán La Malinche. El lugar elegido para erigir este santuario a la fertilidad se encuentra entre las dos corrientes de agua más importantes de la región, es decir, el río Zahuapan y el Atoyac.

## Historia
Xochitécatl es heredero de los antiguos asentamientos agrícolas del valle de Puebla-Tlaxcala. Los más antiguos que se conocen de ellos han sido fechados alrededor entre los años 1600 y 1200 antes de la era cristiana. Entre los siglos XI y VIII a. C. aumentó la población humana en el valle. De esta época son algunos de los testimonios de presencia olmeca que se han encontrado en Xochitécatl.
La edificación de la urbe comenzó alrededor del año 800 a. C. En esa etapa de construcción se levantaron los edificios de la Espiral y la Serpiente, así como la pirámide de las Flores. Como en otros sitios de Mesoamérica, los arquitectos de Xochitécatl fueron ampliando progresivamente los edificios antiguos. La pirámide de las Flores, que es el más grande de los edificios de Xochitécatl, adquirió sus monumentales proporciones alrededor del siglo III a. C.
Al principio del siglo I a. C.,  el Popocatépetl hizo erupción. Aunque Xochitécatl se encuentra relativamente lejos del volcán, las alteraciones del entorno producidas por la erupción del volcán en el oeste del valle de Tlaxcala-Puebla afectaron las actividades de las poblaciones del valle, que habían contribuido al engrandecimiento de Xochitécatl. El abandono del centro ceremonial fue gradual y comenzó alrededor del siglo I a. C. Hacia el segundo siglo de nuestra era, cuando Teotihuacán y Monte Albán entraron en apogeo, Xochitécatl había sido abandonada.

## Monumentos en la zona arqueológica
La zona arqueológica está compuesta por cuatro grandes edificios.
- Edificio del Espiral. Esta construcción de forma circular adaptada a la topografía natural del terreno, se ubica al oeste del centro ceremonial, su edificación se inicia en el periodo formativo medio (700 a. C.). No se encontraron escaleras de acceso, se piensa que el ascenso era por los cuerpos del edificio a manera de espiral. En la parte superior está colocada una cruz que data del año 1632, tal como se observa en el Códice Xochitécatl, cuya copia se exhibe en el Museo de Sitio. De aquí se recuperaron dos enterramientos humanos, uno de ellos con una ofrenda que consistió en una copa incensario. Destacan la cerámica Espiral Blanco, cocción diferencial y Tezoquipan Rojo. Esta construcción probablemente fue dedicada a la observación de los astros y al dios del viento Ehécatl.[2][6]

- Basamento de los Volcanes. Este edificio se localiza en medio de la Plaza Central e inicia su construcción en el periodo Formativo Medio, con orientación norte-sur. Durante el recorrido se observa en el interior la edificación más temprana construida igual que los escalones;  la construcción interior tiene menor dimensión que la última etapa.[6] En su segunda etapa observamos los muros de piedra reutilizada y careada con recubrimientos de estuco y la banqueta que lo rodea con dos escalinatas al este y oeste, respectivamente.[2][6]
- Pirámide de las Flores. En esta estructura que fue edificada durante el formativo y presenta toda la cronología hasta la época colonial se encontraron más de treinta enterramientos de individuos infantiles y un solo adulto, acompañados de sus respectivas ofrendas; siete de estas con más de dos mil figuras femenina de barro, así como 15 esculturas de piedra con representaciones Zoomorfas y Antropomorfas.[6] Frente a las escalinatas del edificio colocaron dos pilas monolíticas, una con un diámetro de 1.70m fracturada y consolidada en uno de sus bordes desde la época prehispánica; en su interior depositaron como ofrenda cuatro esculturas, la primera de ellas, de mayor tamaño , representa un sapo antropomorfo, la segunda es la escultura mitológica de una serpiente con las fauces abiertas de las cuales surgen un rostro humano; las dos restantes son representaciones de rostros humanos, una de ellas con parálisis facial en la nariz y la boca. Estas pilas probablemente sirvieron para observar los astros ya que, llenas de agua reflejan claramente a las estrellas.[2][4]
- Edificio de la Serpiente.Se construyó en el periodo formativo (700 a. C.), en la parte superior se localizó una pila monolítica de 1.30 m de diámetro con una altura de  60 cm y en su interior, una estela mutilada en la cual se aprecia la lengua bífida de una serpiente y sus colmillos.[2][6] Al norte de esta se halló una ofrenda que consistió en dos esculturas de piedra, la de un jaguar antropomorfo y un personaje masculino con cetro, bastón y también dos cajetes de barro. En la esquina noroeste del edificio se localizó una cantidad considerable de obsidiana, lo que permite suponer que se trató de un taller lítico, ya que se obtuvieron núcleos, navajillas, puntas de proyectil, raspadores, lascas y un cuchillo de sílex.[7]